# Sublette (Kansas)
Sublette è una città degli Stati Uniti d'America e Capoluogo della contea di Haskell, situato nello Stato del Kansas.